# Droga krajowa B74 (Niemcy)
Droga krajowa 74 (niem. Bundesstraße 74, B 74) – niemiecka droga krajowa przebiegająca  na osi północny wschód, południowy zachód od skrzyżowania z drogą B212 w Berne przez teren Wolnego Miasta Bremy do skrzyżowania z drogą B73 w Stade w Dolnej Saksonii.